# Newton Booth

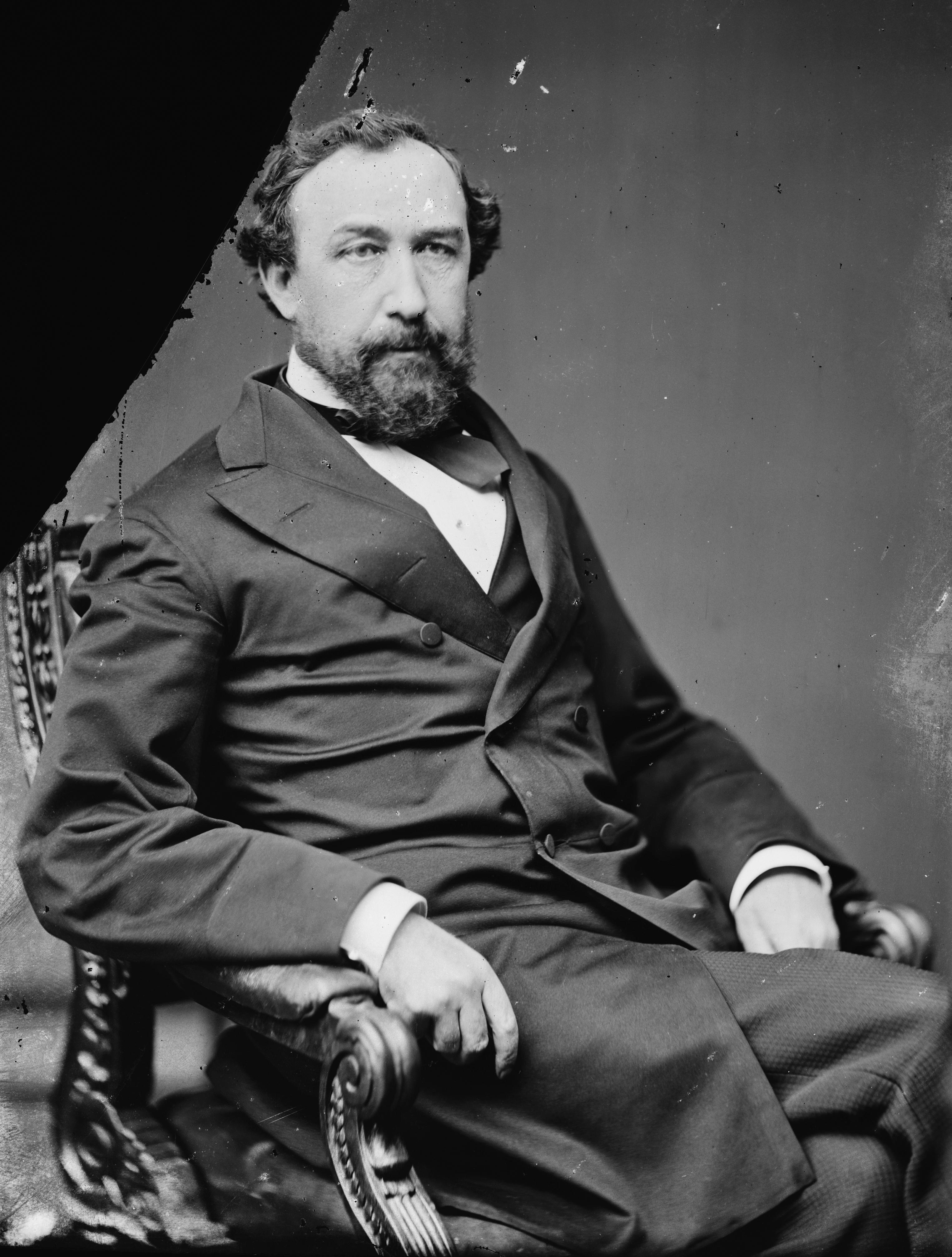
Newton Booth

Newton Booth, född 30 december 1825 i Salem, Indiana, död 14 juli 1892 i Sacramento, Kalifornien, var en amerikansk politiker.
Han avlade sin grundexamen vid Asbury University (numera DePauw University) och studerade därefter juridik i Terre Haute.
Han var den 11:e guvernören i delstaten Kalifornien 1871-1875 och ledamot av USA:s senat från Kalifornien 1875-1881. Som guvernör representerade han republikanerna men till senaten blev han 1875 invald som kandidat för monopolmotståndarpartiet Anti-Monopoly Party of California. Booth tackade nej till nomineringen som  National Partys vicepresidentkandidat i presidentvalet i USA 1876 och bytte sedan parti tillbaka till republikanerna.
Booths grav finns på City Cemetery i Sacramento. Romanförfattaren och dramatikern Booth Tarkington var systerson till Newton Booth.